# Opossum Bay
Opossum Bay – miasto w Australii, na Tasmanii.